# 4906 Seneferu
4906 Seneferu è un asteroide della fascia principale. Scoperto nel 1960, presenta un'orbita caratterizzata da un semiasse maggiore pari a 2,1771032 UA e da un'eccentricità di 0,2152117, inclinata di 1,65144° rispetto all'eclittica.
L'asteroide era stato inizialmente battezzato 4906 Senerfu per poi essere corretto nella denominazione attuale.
L'asteroide è dedicato all'omonimo faraone egiziano.